# Rodrigo Pimpão
Rodrigo Pimpão (født 23. oktober 1987) er en brasiliansk fodboldspiller.